# Burgraviato
Se conoce como Burgraviato (en alemán Burggrafenamt) al territorio circundante a la ciudad de Merano (Tirol del Sur) además del nombre de la comunità comprensoriale con capital también en Merano.  
También forma parte del Burgraviato el Val Passiria (Passeiertal).  
Limita al oeste con el Val Venosta, al sur con la comunità comprensoriale Oltradige-Bassa Atesina, al noroeste con la Alta Valle Isarco, y al suroeste con la comunità comprensoriale Salto-Sciliar (en el altiplano del Salto).  
Después de Merano, la ciudad principal es Lana.
Sus 26 municipios abarcan un territorio de 1.101 km² y aprox. 88.300 habitantes (2001).

## Municipios
El comprensorio Burgraviato/Burggrafenamt consta de 26 municipios:
1. Avelengo - Hafling
2. Caines - Kuens
3. Cermes - Tscherms
4. Gargazzone - Gargazon
5. Lagundo - Algund
6. Lana  - Lana
7. Lauregno  - Laurein
8. Marlengo  - Marling
9. Merano  - Meran
10. Moso  - Moos
11. Nalles  - Nals
12. Naturno  - Naturns
13. Parcines  - Partschins
14. Plaus  - Plaus
15. Postal - Burgstall
16. Proves  - Proveis
17. Rifiano  - Riffian
18. San Leonardo in Passiria  - Sankt Leonhard
19. San Martino  - Sankt Martin
20. San Pancrazio  - Sankt Pankraz
21. Scena  - Schenna
22. Tirolo  - Tirol
23. Tesimo  - Tisens
24. Ultimo  - Ulten
25. Madonna di Senale-San Felice  - Unsere liebe Frau im Walde-Sankt Felix
26. Verano  - Vöran